# 梅納·巴雷托

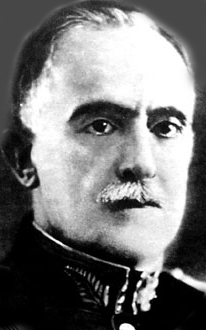
梅納·巴雷托

梅納·巴雷托將軍（General João de Deus Mena Barreto，1874年7月30日—1933年3月25日），巴西陸軍，1930年與奧古斯托·塔索·弗拉戈索及伊薩伊亞斯·德·諾羅尼亞組成巴西军政府主席團，並於10月24日至11月3日期間任军政府主席，後擁立熱圖利奧·瓦加斯成為總統。 
在他長達40年的軍旅生涯中，他參與了巴西內部大大小小的革命與起義，包刮：革命黨起義、科帕卡巴納堡起義、1924年聖保羅起義。 
他是巴西革命的直接策劃者，並在其中說服奧古斯托 塔索 弗拉戈索參與。  
| 前任： 华盛顿·路易斯·佩雷拉·德索萨 | 巴西政府首脑 | 繼任： 熱圖利奧·瓦加斯 |